# Proserpio
Proserpio est une commune italienne de la province de Côme dans la région Lombardie en Italie.

## Administration
| Période                                  | Période  | Identité           | Étiquette | Qualité |
| ---------------------------------------- | -------- | ------------------ | --------- | ------- |
| depuis le 08/06/2009                     | En cours | Elisabetta Fontana |           |         |
| Les données manquantes sont à compléter. |          |                    |           |         |

### Communes limitrophes
Canzo, Castelmarte, Erba, Longone al Segrino